# Günther Sauer
Günther Sauer (* 15. Dezember 1919 in Breslau, Schlesien; † 6. November 1990 in München) war ein deutscher Schauspieler, Hörspiel- und Synchronsprecher sowie Hörspiel- und Dialogregisseur. Sauer war der Vater von Moderatorin Sabine Sauer.

## Leben
Bereits kurz nach dem Zweiten Weltkrieg wurde der Schauspieler aktiv. Seit Mitte der 1960er Jahre arbeitete er häufig als Synchronsprecher (später auch als Synchronregisseur und -autor), so sprach er u. a. Regis Toomey als Chefinspektor Bernie Ohls in Tote schlafen fest und Walter Slezak als Don Pedro Vargas in Der Pirat. Über die Jahrzehnte hinweg sprach Sauer alle möglichen Darsteller von Eddie Albert, Ernest Borgnine, Lino Ventura bis hin zu Patrick Wymark. Seine durchgängigsten Sprecherrollen hatte er jedoch in Fernsehserien: Den meisten deutschsprachigen Zuschauern wird seine Stimme als die von Jean Richard in Maigret (1967–1990), die des Karl Swenson als Lars Hanson in Unsere kleine Farm (1974–1983) oder die des Radio Ra in Doctor Snuggles (1980) in Erinnerung geblieben sein.
In seinem eigentlichen Beruf als Schauspieler war Sauer außer am Theater auch in Spielfilmen und Serien aktiv. Darüber hinaus wirkte er als Hörspielsprecher, insbesondere in der Funktion des Erzählers, und als Hörspielregisseur bei über 100 Hörspielproduktionen des WDR, des Bayerischen Rundfunks, Südwestfunks, Süddeutschen Rundfunks und einiger rein kommerzieller Kinder- und Jugendhörspielproduktionen. Mehrfach errangen Hörspiele unter seiner Regie die begehrte Auszeichnung Hörspiel des Monats.
Günther Sauer war mit einer Studienrätin verheiratet. Die gemeinsame Tochter Sabine Sauer wurde 1956 geboren und startete später eine Karriere als Hörfunksprecherin und Fernsehmoderatorin.
Günther Sauer starb 1990 im Alter von 70 Jahren.

## Filmografie
- 1969: Die Hupe – Eine Schülerzeitung (TV-Mini-Serie)
- 1969: La felicità (TV-Spielfilm)
- 1969: Protokoll einer Heirat (TV-Spielfilm)
- 1969: Eden ist fern (TV-Spielfilm)
- 1969: Die Hupe – Eine Schülerzeitung (13 Folgen)
- 1969: Sie schreiben mit (Folge: Der Liebesbrief)
- 1970: Der Nagel (TV-Spielfilm)
- 1972: Die Rote Kapelle
- 1972: Im Namen der Freiheit (TV-Film)
- 1973: Der Bastian, # Er wollte ihr so viel sagen (TV-Serie)
- 1975: Eine ganz gewöhnliche Geschichte (TV-Serie)
- 1978: Wallenstein (TV-Vierteiler) als Sprecher aus dem Off[3]
- 1980: Luzie, der Schrecken der Straße (TV-Serie)

## Hörspiele (Auswahl)
Sprecher
- Bertolt Brecht: Die Dreigroschenoper. Regie: Ulrich Lauterbach, Bearbeitung Wolf Dresp:, Komponist: Kurt Weill, Mitwirkende: Mackie Messer: Horst Tappert, Jonathan Jeremiah Peachum: Willy Trenk-Trebitsch, Celia Peachum: Heidemarie Hatheyer, Polly Peachum: Steffy Helmar, Brown: Franz Kutschera, Lucy: Ursula Dirichs, Spelunken-Jenny: Gudrun Thielemann, Textsprecher: Günther Sauer, 143 Minuten, HR/SR/SWF/WDR 1968.
- 1968: Der Mörder soll sterben. Regie: Hans Gerd Krogmann, mit Renate Grosser, Ulrich Matschoss,  Heinz Schimmelpfennig, Günther Sauer u. a.
- 1970: Agatha Christie: Mord im Pfarrhaus, Mitwirkende: Pfarrer: Hans Quest, Griselda, seine Frau: Ingrid Capelle, Dennis: Elmar Wepper, Mary, Dienstmädchen: Edith Hancke, Ronald Hawes: Wolfgang Weiser, Virginia Hampton: Carin Braun, Miss Marple: Erika von Thellmann, Mrs. Price Ridley: Paula Denk, Anne Hampton: Hanne Wieder, Lawrence Redding: Jürgen Goslar, Dr. John Haycock: Alf Tamin, Inspektor Slack: Günther Sauer, 95 Minuten, BR.[4]
- 1977: Karel Čapek: R.U.R. – Aufstand der Roboter – Regie: Ferry Bauer(Hörspielbearbeitung, Science-Fiction-Hörspiel – ORF Oberösterreich)
- 1978: Karel Čapek: R.U.R. – Rossums Universal Robots – Bearbeitung: Dieter Hasselblatt; Regie: Heiner Schmidt (Hörspielbearbeitung, Science-Fiction-Hörspiel – BR/RIAS Berlin)
- 1978: Catweazle: Folge 3 – Die Flucht aus der Gefangenschaft. Regie: Benno Schurr, Produzent: Wolfgang Ecke,   Erzähler: Günther Sauer, Catweazle: Hans Jürgen Diedrich, Richter: Walter Laugwitz, Sekretär: Robert Rathke, 1. Normanne: Ludwig Thiesen, 2. Normanne: Wolfgang Reinsch, Philipps/Phonogram.
- 1980: Helmuth M. Backhaus: Die Scotland Yard Story. (Dokumentation) Regie: Alexander Malachovsky. Mitwirkende: Heinz Drache, Erich Hallhuber, Eva-Maria Meineke, Günther Sauer, Lilian Westphal, BR, 97 Minuten.
- 1981: Ephraim Kishon: Der Blaumilchkanal – Regie: Ferry Bauer (Original-Hörspiel – ORF Oberösterreich)
- 1984: Hans Henny Jahnn: Die Nacht aus Blei. Regie: Hans Gerd Krogmann, Bearbeitung: Regine Ahrem, Mitwirkende: Engel: Barbara Zimmermann, Matthieu: Christoph Quest, Erzähler: Günther Sauer, Franz: Tobias Lelle, Elvira: Hannelore Hoger, Anders: Siemen Rühaak, Kellnerin: Ute Mora, BR/SWF.
- 1985: E. T. A. Hoffmann: E. T. A. Hoffmanns goldener Topf – Ein romantisches Phantasiestück. Regie/Bearbeitung: Heinz von Cramer, Mitwirkende: Ernst Jacobi, Daniel Kasztura, Carl Lange, Evelin Pielmeier, Ernst Otto Fuhrmann, Peter Lieck, Grete Wurm, Paul Bürks, u. a., 118 min., SDR/WDR.
- 1985:Bernhard Kellermann: Der Tunnel. Regie: Wolf Euba, Bearbeitung: Helmut Swoboda, Mitwirkende: Günther Sauer, Martin Umbach, Karl Michael Vogler, Helga Storck, Wolfgang Büttner, Peter Fricke, Paul Bürks u. a., 76 min., BR.
- 1985: Bernhard Kellermann: Der Tunnel. Regie: Wolf Euba, Bearbeitung: Helmut Swoboda, Komponist: Hermann Josephs, Mitwirkende: Erzähler: Günther Sauer, Sprecher: Martin Umbach, MacAllan: Karl Michael Vogler, Maud: Helga Storck, Lloyd: Wolfgang Büttner, Ethel: Kerstin de Ahna, Hobby: Peter Fricke, Woolf: Paul Bürks, Harrimann: Gernot Duda, 76 Minuten, BR.
- 1985: Michael Ende: Die unendliche Geschichte. Regie: Anke Beckert, Mitwirkende: Harald Leipnitz, Clemens Kleiber, Matthias von Stegmann, Horst Breitenfeld, Helga Dners, Gert Günther Hoffmann, Hanne Wieder, Franz Rudnick, Karl Renar, Günter Sauer, Michael Lenz, Christoph Quest, Harry Kalenberg, Kurt Zips, Alexander Malachowsky, Ulli Philipp, Jürgen Goslar, Horst Sachtleben, Wolfgang Büttner, Karussell/Phonogram.

Regie
- Graham Blackett:  Lockenköpfchen. Regie: Günther Sauer, Übersetzung: Marianne de Barde, Mitwirkende: Michael Thomas, Michael Schwarzmaier, Emely Reuer, Manfred Kothe, Edgar Ott, 55 Minuten, SDR o. J.
- Michael Dines: Hochzeitsreise mit Hindernissen. Regie: Günther Sauer, Mitwirkende: Werner Bruhns, Emely Reuer, Hermann Schomberg, Ursula Langrock, Peter Fricke u. a., 59 Minuten, SDR o. J.
- Dieter Kühn: Symptome. Regie: Günther Sauer, Sprecher: Leonard Steckel, 1964.
- Rene de Obaldia: Die Tränen des Blinden. Regie: Günther Sauer, Mitwirkende: Johannes Schauer, Wolfgang Schirlitz, Udo Vioff, Brigitte König, 45 Minuten, HR/WDR 1964.
- Jan Rys: Vertreibung. Regie: Günther Sauer, Mitwirkende: Walter Bluhm, Trudik Daniel, Ruth Hellberg, Ruth Baldor,  WDR/SWF 1965.
- Paul Wühr: Gott heißt Simon Cumascach. Regie: Günther Sauer, Mitwirkende: Simon Cumascach: René Deltgen, Liberi Cumascach: Ernst Jacobi, Prior Aidan: Kurt Lieck, Subprior Eathfrith: Hannes Messemer, Pater Oswy: Franz-Josef Steffens, WDR 1965.
- Samuel Beckett:  Aschenglut. Regie: Günther Sauer, Henry: Heiner Schmidt, Ada: Louise Martini, Der Klavierlehrer: Enzo Calani, Der Reitlehrer: Karl-Heinz Bender, 53 Minuten, WDR 1966.
- Blaise Cendrars: Warum, warum? Regie: Günther Sauer, WDR 1966.
- Rainer Puchert: Der große Zybilek. Regie: Günther Sauer, Zybilek: Klausjürgen Wussow, Mulzhaupt: Günther Neutze, Stichel: Alwin Joachim Meyer, Zettelfink: Werner Rundshagen, Marianne: Brigitte Lebaan, Roswitha: Nicole Heesters, Karon: Benno Hoffmann, 58 Minuten, WDR 1966.
- Karel Tachovsky: Odysseus auf Irrwegen. Regie: Günther Sauer, Übersetzer: Heinrich Kunstmann, WDR 1966.
- Rolph Dieter Carjell: Landpartie. Regie: Günther Sauer, WDR 1967.
- Renke Korn: Die Sonne ist nicht mehr dieselbe. Regie: Günther Sauer, WDR 1967.
- Dieter Kühn: Eskalation. Regie: Günther Sauer, WDR 1967.
- Ernst Meister: Die Sterblichen. Regie: Günther Sauer, Mitwirkende: Roma Bahn, Mila Kopp, Walter Bluhm, Ingeborg Engelmann, Ulrich Matschoss, Elisabeth Schwartz, Erna Grossmann, Hans Mahnke, Traugott Buhre, 66 Minuten, SDR/NDR 1967.
- Michal Tonecki: Was ist heute für ein Tag, Freitag. Regie: Günther Sauer, Übersetzung: Heinrich Kunstmann, WDR 1967.
- Paul Wühr:  Wenn Florich mit Schachter spricht. Regie: Günther Sauer, WDR 1967.
- Thomas Mann: Ritornell, Regie: Günther Sauer; Sprecher: Josef Meinertzhagen, Wilhelm Pilgram, Albert Lieven, Walter Jokisch, 1967.
- Gaston Bart-Williams: Zum Ruhme des Wahnsinns. Regie: Günther Sauer, Übersetzung: Uwe Friesel, WDR 1968.
- Michael Brett: Der Fall Lancaster. Regie: Günther Sauer, Jeff Lancaster: Günther Neutze, Lucie Dent: Maria Häussler, Peter Dent: Karl-Heinz Martell, Charles Fielding: Hans Helmut Dickow, Rita Wealth: Ilona Wiedem, Inspektor Hamilton: Armas Sten Fühler, Inspektor Ballegg: Ulrich Matschoss, Inspektor Keen: Kurt Condé, 60 Minuten, SDR 1968.
- Heinz Ehrig: Der Herbstzeitlose. Regie: Günther Sauer, WDR 1968.
- Rainer Puchert: Das ganz wahnsinnige, wilde und verwegene Spiel der drei Geschwister Rebsam nebst ihrer treuen Gefährten Hanni, Eberhard, Eu. Regie: Günther Sauer, WDR 1968.
- Die Freunde (Ivek), Regie: Günther Sauer, Sprecher: Kurt Lieck, 1968.
- György Sebestyén: Parmenion (Parmenion), Regie: Günther Sauer, Sprecher: Kurt Lieck, WDR 1968.
- Isaac Asimov: Ich, der Robot (Mehrteiler), Regie: Günther Sauer, Bearbeitung: Carl Dietrich Carls, Mitwirkende: Hansjörg Felmy, Ernst Fritz Fürbringer, WDR 1969.[5]
- Die Gefangenschaft des Obatalla. Regie: Günther Sauer, Mitwirkende: Hansjörg Felmy, 1969.
- Femi Euba:  Schildkröte. Regie: Günther Sauer, Übersetzung: Elmar Tophoven, WDR 1969.
- Karl Günther Hufnagel:  Familie Blumau. Regie: Günther Sauer, WDR 1969.
- Obotunde Ijimere: Die Gefangenschaft des Obatalla. Regie: Günther Sauer, Übersetzung: Janheinz Jahn, WDR 1969.
- Pirkko Jaakola: Der Tod meines Onkels in der Darstellung, die ich der Presse gab. Regie: Günther Sauer, Übersetzung: Josef Braun, WDR 1969.
- Nicolas Born:  Innenleben. Regie: Günther Sauer, WDR 1970.
- Ray Bradbury: Fahrenheit 451 (Mehrteiler), Regie: Günther Sauer, Übersetzung: Fritz Güttinger, Mitwirkende: Erzähler: Alf Marholm, Guy Montag: Hellmut Lange, Mildred, seine Frau: Marianne Mosa, Clarisse: Heidi Fischer, Beatty: Hansjörg Felmy, Black: Kurt Postel u. a., 218 Minuten WDR 1970.
- Gerhard Kelling: Die Auseinandersetzung, Regie: Günther Sauer, WDR 1970.
- Robert Wolfgang Schnell:  Der Fleck auf dem Schuh oder Soll Prometheus gefesselt werden. Regie: Günther Sauer, Sprecher: Ursula Landrock, 56 Minuten, WDR 1970.
- Gustav Adolf Himmel: Der Mann auf der Straße. Regie: Günther Sauer, WDR 1970.
- Ime Ikiddeh: Im Teufelskreis. Regie: Günther Sauer, Übersetzung: Gustav Kemperdick, WDR 1970.
- Bloke Modisane: Die Viertelmillionäre. Regie: Günther Sauer, Übersetzung: Harald Mueller, 33 Minuten, WDR 1970.
- Andrej Wejzler:  Februarwind. Regie: Günther Sauer, Übersetzung: Bedrich K. Becher, WDR 1970.
- J. C. de Graft: Besuch aus der Vergangenheit. Regie: Günther Sauer, Übersetzung: Willy H. Thiem, WDR 1971.
- Barbara König:  Ich bin ganz Ohr. Regie: Günther Sauer, Komponist: David Kamien, Mutter: Roma Bahn, Vater: Karl Hans, Marie: Gertraud Heise, Vater: Hans Carl Friedrich, Onkel Robert: Werner Rundshagen, Gerald: Manfred Georg Herrmann,  35 Minuten, WDR/SDR 1971.
- Robert Twohy: Köpfchen, Köpfchen. Regie: Günther Sauer, SDR 1971.
- Jeannine Worms: Vernissagen. Regie: Günther Sauer, Übersetzung: Maria Frey, WDR 1971.
- Oskar Zemme: Die Nachtwächter. Regie: Günther Sauer, Max: Hans Dieter Zeidler, Emil: Walter Bluhm, 41 Minuten, SFB/ORF 1971.
- Kobo Abe: Zeitklippe. Regie: Günther Sauer, Übersetzung: Siegfried Schaarschmidt, Der Boxer: Peter Thom, Die Stimme: Alf Marholm, 25 Minuten, SDR 1972.
- Don Haworth: Mehr und mehr und noch mehr Simcocks. Regie: Günther Sauer, Übersetzung: Marianne de Barde, Hubert von Bechtolsheim, Mitwirkende: Horst Naumann, Irene Marhold, Walter Jokisch, Edith Heerdegen, Werner Hessenland, 43 Minuten, WDR 1972.
- Richard Hey: Katarina L. Regie: Günther Sauer, Heinz-Dieter Köhler, Otto Kurth, WDR/HR 1972.
- Philip Levene: Brennende Frage. Regie: Günther Sauer, 30 Minuten, SR 1972.
- Jouni Lompolo: Die geduldige Seite des Papiers. Regie: Günther Sauer, Übersetzung: Josef Braun, WDR 1972.
- Jochen Ziem: Okke Dillens letzter Bericht. Regie: Günther Sauer, Okke Dillen: Hansjörg Felmy, Ansagerin: Gisela Claudius, Lautsprecherstimme: Ingrid Lammerding, Mädchen: Sylvia Bartholomay, Flugfeldmanager: Alf Marholm, Ärztin: Gisela Trowe, Bordelektronik: Wiebke Gröndahl, Männer am Flughafen: Harald Meister, Günter Kirchhoff, Der Tourist: Alexander May, u. a. 59 Minuten, WDR 1972.
- Theseus, hast du den Minotauros getötet. Regie: Günter Sauer, Sprecher: Arno Görke u. a., 1972.
- Luiz Gutemberg: Der Prozeß Crispin. Regie: Günther Sauer, Übersetzung: Willy Keller, WDR 1973.
- Fred Kassak: Knockout. Regie: Günther Sauer, Mitwirkende: Dieter Borsche, Rüdiger Kirschstein, Ludwig Thiesen, Hans Caninenberg, Emely Reuer, Dieter Eppler, 49 Minuten, SDR 1973.
- Esko Korpilinna: Die Stimme des Herrn. Regie: Günther Sauer, Übersetzung: Josef Braun, WDR 1973.
- Martin Kurbjuhn: Einfach anfangen. Regie: Günther Sauer, WDR 1973.
- Dieter Kühn: Simulation. Regie: Günther Sauer, WDR 1973.
- Ivor Wilson: Souvenirs. Regie: Günther Sauer, Übersetzung: Clemens Badenberg, Mitwirkende:  Helmut Wöstmann, Elisabeth Opitz, Robert Seibert, Friedrich Otto Scholz, Katja Lüdenbach, Sylvia Heid, Friedrich von Bülow, Hans Goguel, Enno Spielhagen, 43 Minuten, SR 1973.
- Pierre Boulle: Eine Nacht ohne Ende. Regie: Günther Sauer, Bearbeiter: Günter Eich, Mitwirkende: Dieter Borsche, Wolfgang Büttner, Walter Richter, 69 Minuten, WDR 1974.
- Hans Peter Buschmann: Die Gerechtigkeitsfabrik. Regie: Günther Sauer, WDR 1974.
- Günter Bruno Fuchs: Der Aufbaustein. Regie: Günther Sauer, 55 Minuten, SDR/SFB 1974.
- Peter Hemmer: Hüttenabend. Regie: Günther Sauer, WDR/SFB 1974.
- Ari Koskinen/Väinö Vainio:  Informationsfluß AG. Regie: Günther Sauer, Übersetzung: Josef Braun, Mitwirkende: Erik Schumann, Walter Jokisch, Christian Marschall, Fred Maire, Klaus Kindler, Alexander Hegarth, Lis Kertelge, Rüdiger Bahr, Horst Sachtleben, Mogens von Gadow, Wolf Petersen, Hartmut Neugebauer, Paul Lasner, u. a. 48 Minuten, WDR 1974.
- Borislav Pekic:  Wer war Lilly Schwarzkopf. Regie: Günther Sauer, Übersetzung: Peter Urban, WDR 1974.
- Erasmus Schöfer:  Machen wir heute, was morgen erst schön wird. Regie: Günther Sauer, Vieten: Werner Schumacher, Gattermann: Gernot Duda, Rolf: Thomas Braut, Schöngut: Paul Heimke, Dötsch: Georg Lehn, Keuner: Michael Thomas, Schenkowski: Hartmut Neugebauer, Stüttgen: Hans-Helmut Dickow, Else Tittel: Karin Dieck-Lischek, 79 Minuten, WDR/HR 1974.
- Klaus Antes/Günter Wallraff:  Freie Marktwirtschaft oder Wir bestimmen, wer kauft. Regie: Günther Sauer, WDR 1974.
- Gerhard Zwerenz:  Briefwechsel mit einem Kollegen. Regie: Günther Sauer, Erste Stimme: Gerhard Zwerenz, Zweite Stimme: Ernst Jacobi, Erste Briefstimme: Charles Wirths, Zweite Briefstimme: Werner Rundshagen, 63 Minuten, HR 1974.
- Jens Hagen/Gerd Wollschon:  Good bye, GI – Ein Song für Frank. Regie: Günther Sauer, HR/WDR 1975.
- Heinrich Henkel: Betriebsschließung. Regie: Günther Sauer, 56 Minuten, WDR 1975.
- Dieter Kühn: Herbstmanöver. Regie: Günther Sauer, 39 Minuten, WDR/SR 1975.
- Torsten Reschke: Der Stau. Regie: Günther Sauer, 60 Minuten, SFB 1975.
- Klaus Antes/Günter Wallraff: Betriebsunfall. Regie: Günther Sauer, WDR 1975.
- Martin Walser:  Tassilo S. Grübel (Bodensee-Krimis) 2: Lindauer Pietà. Regie: Günther Sauer, Tassilo S. Grübel: Heinz Meier, Biddie: Ricarda Benndorf, Mutter: Lina Carstens, Hugo: Dieter Eppler, Maximiliane: Brigitte Horney, Berti: Peter Heusch, Klothilde: Franziska Oehme u. a., 78 Minuten, WDR/SWF 1975.
- Alfred Andersch:  Tapetenwechsel. Regie: Günther Sauer, Mitwirkende: Heinz Schacht, Ingeborg Engelmann, Vadim Glowna, Günter Strack, Charles Wirths, 71 Minuten, WDR 1976.
- Dashiell Hammett: Hokuspokus Katz und Maus. Regie: Günther Sauer, Übersetzung: Peter Fischer, Bearbeiter: Carl Dietrich Carls, Mitwirkende: Horst Michael Neutze, Edgar Ott, Robert Neugebauer, Gerlach Fiedler, Herlinde Latzko, Adolf Furler, Matthias Ponnier, Marianne Mosa, Gisela Keiner, 47 Minuten, WDR 1976.
- Cortázar, Julio: Adios, Robinson., Regie: Günther Sauer, Übersetzung: Botond, Anneliese, Mitwirkende: Robinson: Bahr, Rüdiger, Freitag: Ebert, Erich,   Nora: Walser, Franziska, Banane: Ehret, Peter, Lautsprecherstimme Sauer, Sabine, 39 Minuten, WDR 1978
- Hans Häußler: Der Mörder klingelt nicht. Regie: Günther Sauer, Mitwirkende: Ilona Wiedem, Günther Sauer, Peter Roggisch, Eckart Dux, Sabine Postel, Elisabeth Wiedemann, Paul Bürks, Peter Schmitz, Hörspiel des Monats März 1980, 50 min., HR/SWF 1979.
- Warum? Im Namen Gottes (Aus der Reihe Afrika: Tradition und Gegenwart), Regie: Günther Sauer, Mitwirkende: Michael Brennicke, 1985.
- Joseph Conrad: Das Geheimnis von Samburan. Regie: Günther Sauer, Bearbeitung: Bernd Grashoff, Mitwirkende: Erzähler: Günther Sauer, Heyst: Rolf Becker, Lena: Marion Martienzen, Schomberg: Harald Dietl, Jones: Hartmut Reck, Ricardo: Fred Maire, Zangiacomo: Fred Klaus, 89 Minuten, Bayerischer Rundfunk, Westdeutscher Rundfunk 1986.[6]
- Melchior Schedler:  Nie wieder sehen. 51 Minuten, BR/SR 1987.
- Peter Michael Schenkel: Jan, mein Freund, Hörbild nach Peter Pohl in der Reihe Leseprobe, 30 min, Sprecher: Nicki von Tempelhoff, Günther Sauer, Musik: Rainer Fabich, Regie: Erwin Reutzel, BR 1990.

## Auszeichnungen
- 1974: Ernst-Reuter-Preis für Briefwechsel mit einem Kollegen von Gerhard Zwerenz
- 1977: Hörspiel des Monats Juni: E-Schock & Neuroleptika von Theodor Weißenborn (HR)
- 1980: Hörspiel des Monats März: Der Mörder klingelt nicht von Hans Häussler
- 1985: Hörspiel des Monats März: Warum? Im Namen Gottes von Jimi Patt Roberts
- 1986: Ernst-Reuter-Preis für Leben im Winter von Klaus Schlesinger